# Любов и гордост
„Любов и гордост“ е турски драматичен телевизионен сериал, продуциран от Limon Film и излъчен по Show TV през 2017 г. Премиерата на сериала е на 11 април 2017 г., като приключва без еднозначен финал с шестия си епизод на 11 април 2017 г.

## Актьорски състав
- Мерт Фърат – Кенан Арджа
- Дамла Сьонмез – Зейнеп Есен
- Алпер Салдъран – Мурат Ъшък
- Тюлин Йозен – Туркян Есен
- Ахмет Ръфат Шюнгяр – Кадир Йълмаз
- Левент Юлген – Ахмет Есен
- Хакан Билгин – Сервет Кая
- Лячин Джейлян – Латифе Есен
- Айфер Дьонмез – Серен Арджа
- Лила Гюрмен – Шеввал Арджа
- Бегюм Аккая – Елиф Есен
- Мухамет Ройхат Йозсой – Али Есен
- Айрис Алптекин – Шюкран Есен
- Ахмет Кайнак – Барджа
- Бахар Яналмаз – Севим
- Батухан Айдар – Селим
- Гюлер Йоктен – Гюлназ Ъшъл
- Джем Авнаим – Сахрап
- Сертан Еркаджан – Тайлан Чънарлъ
- Суна Санчактар – Месуде
- Емир Аксел Деде – Кенан Арджа (като дете)
- Дениз Байдар – Фериде Арджа
- Асуман Караколукчу – Селма

## Излъчване
| Сезон | Дата и час на излъчване                   | Начало на сезона | Финал на сезона  | Брой заснети епизоди | Всички епизоди | Година на излъчване | Телевизионен канал     |
| --- | ----------------------------------------- | ---------------- | ---------------- | -------------------- | -------------- | ------------------- | ---------------------- |
| 1. сезон | Неделя, 20.00 ч. Вторник 20.00 / 23.15 ч. | 5 март 2017 г.   | 11 април 2017 г. | 6                    | 1 – 6          | 2017 г.             | Телевизионно предаване |
| Забележка: Епизоди 1 до 3 са излъчени в неделя от 20:00 часа. Епизоди 4 до 6 са показани във вторник от 20:00 часа. |                                           |                  |                  |                      |                |                     |                        |

## В България
ериалът започва излъчване в България на 5 април 2023 г. по Dizi и приключва на 26 април 2023 г. Излъчва се всеки делник от 19ː50 часа. Ролите се озвучават на български език.